# Proteus (sous-marin)
Pour les articles homonymes, voir Proteus.
Le Proteus (S 113) est un des 4 sous-marins d'attaque de la marine grecque de type 209-1100 construit par les chantiers Howaldtswerke à Kiel en Allemagne.

## Électronique
- 1 radar de veille surface Thomson-CSF Calypso 2
- 1 sonar actif/passif d’attaque Atlas Elektronik CSU.90
- 1 sonar passif Atlas Elektronik PRS.3
- 1 contrôle d’armes Unisys Kanaris
- 1 détecteur radar Argo AR.700.S5